# Trichophora melas
Trichophora melas là một loài ruồi trong họ Tachinidae.